# Dino Crisis 2
Dino Crisis 2 (ディノクライシス2, Dinokuraishisu 2) é um jogo eletrônico de survival horror e tiro em terceira pessoa lançado em 13 de setembro de 2000 para PlayStation pela Capcom e relançado em 20 de agosto de 2002 para Microsoft Windows. Dino Crisis 2 é o segundo jogo da série, sucedendo Dino Crisis. Foi considerado como o melhor jogo da Capcom na época, sendo avaliado como 9.2/10 pelo site Gamespot e 9.3/10 pelo IGN.

## História
Um ano se passou desde os incidentes na ilha Ibis, sendo agora 02 de outubro de 2011. A Terceira Energia (Ou seja, energia mais avançada do milénio) sofreu um outro acidente, agora estando sob domínio do governo. Eles queriam realizar uma outra pesquisa, utilizando a máquina para trazer micro-organismos vivos e células da era Cretácea para os séculos de hoje. Precauções não foram tomadas, o que resultou no desaparecimento da cidade Edward City e de um complexo de pesquisa militar. Em seus lugares, se ocupou uma selva, de um outro tempo. Os dois principais protagonistas do jogo são o tenente Dylan Morton e Regina, com Dylan ser novo para a série e Regina reprisando seu papel após os acontecimentos do primeiro incidente (também em Dino Crisis). Dylan é o tenente da Time Recognition and Acquisition of Tactical ou em português Reconhecimento de Tempo e Aquisição Tático (TRAT) que foi enviado no tempo com o resto da equipe para realizar uma missão de busca e salvamento. Outro personagem de destaque é um outro membro da TRAT, David Fork. No início, ele é separado de Regina e Dylan após acertar o olho de um Tiranossauro com uma bazuca. Ao longo da viagem, Dylan encontra uma sobrevivente, o que parecia estar equipada e com um capacete estranho na verdade era uma funcionaria do tempo, especializada em cuidar e ambientar a espécie de Dinos no laboratório de tecnologia Viral de Edward City. Durante toda a trama, os protagonistas encontram vários dinossauros que habitam a região da selva, juntamente com suas águas e os céus. Aqueles que aparecem frequentemente incluem o Velociraptor, Alossauro, Oviraptor e muitos outros.

## Final
O CG final do jogo e onde a maioria dos jogadores não entendem: quando o caixote de arquivo cai em cima da perna de Paula e ela instantaneamente fica impossibilitada de andar o portal 3rd Energy se abre, Dylan logo relata que não pode deixar sua filha Paula e pede que Regina conclua sozinha a missão, voltando ao tempo atual e entregando todos os discos especiais recolhidos durante o jogo ao governo para que criem um "portal perfeito" e voltem no tempo para resgatar Dylan e Paula e até mudar o passado. Logo em seguida os computadores caem em cima de Dylan e Paula e tudo explode, mas se Regina voltar no tempo futuramente ela pode mudar isso. Em Dino Stalker é revelado que Regina conseguiu salvá-los, pois Dylan e Paula reaparecem.

## Personagens
Regina
Equipe: S.O.R.T. (Equipe de Operação Secreta de Ataque)
Uma especialista em "missões de inteligência", Regina é membro de uma agência que responde diretamente ao governo. Ela é uma sobrevivente da operação para capturar Edward Kirk em 98. Considerando sua performance excelente em tal operação, a agência a escolheu para esta operação. Agilidade, ótimos reflexos e racionalidade em qualquer situação são as maiores qualidades dela. Sua especialidade no jogo, é abrir portas com segurança eletrônica, usando um equipamento especial (parecido com uma faca).
Dylan Morton
Equipe: T.R.A.T. (Equipe de Aquisição e Reconhecimento Tático)
Dylan é um soldado no sentido mais puro da palavra. Membro de uma força especial do exército, seu corpo e mente fortes podem superar quaisquer circunstâncias. Apesar de um pouco desajeitado, a incrível força física de Dylan faz dele excelente em manusear armas e objetos pesados e de grande porte. Ele irá perceber seu destino durante esta missão e, infelizmente, tem um trágico porém heróico final ao tentar salvar Paula Morton, que seria sua filha no futuro. Sua especialidade no jogo, é cortar plantas que bloqueiam portas usando seu facão.
David Fork
Equipe: T.R.A.T. (Equipe de Aquisição e Reconhecimento Tático)
Membro da mesma força especial que Dylan, o bom humor de David mantêm o moral da equipe. Ele veste uma roupa de cowboy misturada com a farda militar. Apesar de ser mais fraco do que Dylan em termos de força bruta, a compaixão de David é indispensável para a equipe. Morre comido por um dinossauro, quando tenta abrir um gigantesco portão.
Paula Morton
Equipe: Jovens Rebeldes
A filha de Dylan no futuro. Não se sabe muito sobre a vida dela, suas aliadas são duas adolescentes também mantidas em máquinas de suporte a vida. Por conta disso perderam a habilidade de falar. Ela reconhece Dylan e o ajuda em algumas partes do jogo.

## Jogabilidade

### Batalha dos Dinossauros
Dino Coliseum
Prosperamente complete o jogo para destrancar o Dino Coliseum. O Dino Coliseum lhe permite lutar contra todos os dinossauros do jogo em uma arena de coliseu.
Dinossauros de Duelo de Dinossauro extras: Compre Rick, Gail e o Tank para os jogo Extra Crisis destrancarem outro personagem de dinossauros à tela de seleção de personagem para compra.
Triceratops e Compsagnathus:
Compre todos os outros personagens e dinossauros para o Dino Coliseum e Dino Duel destrancarem o Triceratops e o Compsagnathus em modo difícil.
Comprando Personagens:
Podem ser comprados personagens e dinossauros para uso no Coliseu de Dinossauro ou Duelo de Dinossauro.

### Cartões de Dinossauros
No jogo há onze cartões de dinossauros, chamados de "Dino Files", que Dylan e Regina poderão achar. Esses cartões contêm informações reais sobre determinado dinossauro, e coletando todos os onze cartões será habilitado um item bônus.